# Snake Eyes (2021)
Snake Eyes: G.I. Joe Origins (ou simplesmente Snake Eyes; bra: G.I. Joe Origens: Snake Eyes; prt: Snake Eyes: A Origem dos G.I. Joe) é um filme de super-herói estadunidense de 2021 dirigido por Robert Schwentke, com um roteiro escrito por Evan Spiliotopoulos, Joe Shrapnel e Anna Waterhouse, a partir de uma história de Spiliotopoulos. Baseado nos brinquedos G.I. Joe da Hasbro, história em quadrinhos e franquia de mídias, o filme é um reboot da série de filmes G.I. Joe e serve como uma história de origem para o personagem-título, Snake Eyes. Henry Golding estrela como o personagem, substituindo Ray Park, que o retratou nos filmes anteriores, enquanto Andrew Koji, Úrsula Corberó, Samara Weaving, Haruka Abe, Takehiro Hira e Iko Uwais também estrelam.
O projeto foi anunciado pela primeira vez em maio de 2018, com Golding sendo escalado para o papel titular em agosto de 2019 e o restante do elenco se juntando nos meses subsequentes. Depois que as filmagens ocorreram em Vancouver e no Japão de outubro de 2019 a fevereiro de 2020, refilmagens ocorreram em março de 2021.
Snake Eyes foi lançado nos Estados Unidos em 23 de julho de 2021, pela Paramount Pictures. O filme recebeu críticas em sua maioria negativas dos críticos, que criticaram o roteiro, a edição e direção das cenas de ação, mas elogiaram as atuações e valores de produção. O filme foi considerado um fracasso de bilheteria, arrecadando US$ 40 milhões em todo o mundo contra um orçamento de US$ 88 milhões e um ponto de equilíbrio de US$ 160 a 175 milhões.

## Sinopse
Snake Eyes, um solitário tenaz é recebido em um antigo clã japonês chamado Arashikage, depois de salvar a vida de seu herdeiro. Ao chegar no Japão, o Arashikage o ensina os caminhos do guerreiro ninja, ao mesmo tempo que fornece algo que ele sempre desejou: um lar. Mas, quando os segredos de seu passado forem revelados, a honra e a lealdade de Snake Eyes serão testadas–mesmo que isso signifique perder a confiança das pessoas mais próximas a ele.

## Elenco
- Henry Golding como Snake Eyes
- Andrew Koji como Thomas Arashikage / Storm Shadow
- Úrsula Corberó como Anastasia Cisarovna / Baronesa
- Samara Weaving como Shana O'Hara / Scarlett
- Haruka Abe como Akiko
- Takehiro Hira como Kenta
- Iko Uwais como Hard Master
- Peter Mensah como Blind Master
- Steven Allerick como o pai de Snake Eyes

## Produção

### Desenvolvimento
Foi anunciado em maio de 2018 que a próxima parte da franquia de G.I. A Joe seria uma prequela, descrevendo as origens do personagem Snake Eyes. Em dezembro, o produtor Lorenzo di Bonaventura afirmou que Ray Park, que havia interpretado o personagem nos filmes anteriores, não repetiria seu papel nesse filme. Robert Schwentke foi nomeado diretor naquele mesmo mês.

### Elenco
Em agosto de 2019, Henry Golding foi escalado para estrelar o papel-título. Andrew Koji foi então escalado como Storm Shadow, assumindo o papel de Lee Byung-hun, que interpretou o personagem nos filmes anteriores. Em setembro, Iko Uwais entrou em negociações para ingressar no filme como Hard Master e Úrsula Corberó foi escalada como a Baronesa. Uwais foi confirmado em outubro, com Haruka Abe, Samara Weaving e Takehiro Hira adicionados ao elenco. Steven Allerick foi anunciado como parte do elenco em dezembro. No post de Golding no Instagram, mostra que Peter Mensah se juntou ao elenco como Blind Master, assumindo o papel de RZA, que o interpretou nos filmes anteriores.
Originalmente, Koji não estava interessado em um papel em um filme de G.I. Joe, mas não pôde deixar passar a oportunidade dizendo: "Pensei em interpretar esse personagem porque não gostei dos dois primeiros filmes. Posso dizer isso. Sou permitido a não gostar de um filme. Então, eu estava hesitante, no começo, até mesmo aceitar isso. Esse é um grande filme de estúdio e meu primeiro papel em um grande filme de estúdio, então eu estava muito hesitante porque eu não tinha essa confiança em Hollywood para fazer isso. O que Warrior me ensinou e a voz que me deu ajudou meu trabalho em Storm Shadow. Eu não quero interpretar um personagem com um tanquinho. Eu queria que ele fosse humano e falho. Ele está passando por coisas. Para mim, quando eu vi os primeiros filmes de G.I. Joe, eu pensei, 'Eu não quero fazer isso. Esse não é o tipo de coisa que eu quero fazer'.".
Com Golding substituindo Ray Park dos filmes originais de G.I. Joe, o escritor Larry Hama disse que aproveitou a oportunidade de reformulação como uma chance de "Algumas pessoas estão dizendo que escalar Golding 'conserta' o personagem de Snake-Eyes, mas eu discordo. Eu queria para mantê-lo ambíguo até que a Hasbro introduziu Storm Shadow como o único personagem asiático e fez dele um cara mau. Eu decidi 'consertar' isso investigando seu passado e gradualmente transformando-o em um cara legal. É por isso que Snake-Eyes é um cara branco.".

### Filmagens
As filmagens começaram em 15 de outubro de 2019 em Vancouver e deveriam continuar até 9 de dezembro. As filmagens foram para o Japão em janeiro de 2020. As filmagens terminaram em 26 de fevereiro de 2020. Golding anunciou em março de 2021 que o filme estava passando por algumas refilmagens.
Os locais de filmagem no Japão incluíram o Castelo de Kishiwada e Engyō-ji.

## Lançamento
Snake Eyes foi lançado nos Estados Unidos em 23 de julho de 2021 em RealD 3D, Dolby Cinema e IMAX. Foi originalmente programado para ser lançado em 27 de março de 2020, antes de ser adiado para 16 de outubro e, em seguida, uma semana depois, para 23 de outubro de 2020. O filme foi retirado do cronograma de lançamento em 27 de julho devido ao fechamento de cinemas em todo o país nos Estados Unidos, após a pandemia de COVID-19. A Paramount mais tarde remarcou o filme para 22 de outubro de 2021, antes de ser transferido para julho de 2021.

### Home media
O filme recebeu um lançamento digital em 17 de agosto de 2021 e foi lançado em Ultra HD Blu-ray, Blu-ray e DVD em 19 de outubro de 2021 pela Paramount Home Entertainment. O filme ficou disponível para transmissão na Paramount+ 45 dias após seu lançamento nos cinemas.

## Recepção

### Bilheteria
Snake Eyes arrecadou US$ 28,3 milhões nos Estados Unidos e Canadá, e US$ 11,8 milhão em outros territórios, para um total mundial de US$ 40,1 milhões. Com um orçamento de US$ 88 milhões, o filme precisava arrecadar US$ 160–175 milhões para atingir o ponto de equilíbrio.
Nos Estados Unidos e Canadá, Snake Eyes foi lançado ao lado de Old e Joe Bell, e foi projetado para arrecadar cerca de US$ 15 milhões em 3.521 cinemas em seu fim de semana de estreia. O filme arrecadou US$ 5,5 milhões em seu primeiro dia, incluindo US$ 1,4 milhão nas prévias de quinta-feira à noite. Ele estreou com US$ 13,4 milhões, terminando em segundo lugar nas bilheterias, atrás de Old. O fim de semana de abertura, embora alinhado com as projeções, foi considerado decepcionante, devido aos custos de produção e promoção caros do filme, e culpou a pandemia em curso, as críticas mornas e o público sendo mais seletivo sobre quais filmes estavam vendo nos cinemas do que em um mercado normal. O filme caiu 70% para US$ 4 milhões em seu segundo fim de semana, terminando em sétimo, e depois faturou US$ 1,6 milhão em seu terceiro fim de semana, caindo para oitavo.

#### Crítica especializada
No site agregador de críticas Rotten Tomatoes, o filme tem um índice de aprovação de 37% com base em 134 críticas, com uma classificação média de 5/10. O consenso crítico do site diz: "Longe de ser silencioso e não particularmente mortal, Snake Eyes serve como um passo para a franquia G.I. Joe, graças em grande parte ao trabalho de Henry Golding no papel-título". No Metacritic, o filme tem uma pontuação média ponderada de 43 em 100 com base em 32 críticas, indicando "críticas mistas ou médias". O público pesquisado pelo CinemaScore deu ao filme uma nota média de "B–" em uma escala de A+ a F, enquanto o PostTrak relatou que 69% dos membros da audiência deram uma pontuação positiva, com 46% dizendo que definitivamente o recomendariam.
Jesse Hassenger, do The A.V. Club, escreveu: "Snake Eyes: G.I. Joe Origins não atinge as alturas vertiginosas e sérias de algo como Aquaman ou um projeto das Wachowski. Ele metodicamente cria sequências – a serem reformuladas e lançadas por volta de 2030, a julgar pelo histórico cinematográfico de Joes até agora. Mas a dubiedade de sua conquista atual, o puro ridículo de fazer o melhor filme de G.I. Joe em 2021, é parte da diversão estarrecedora.". Owen Gleiberman, da Variety, disse que o filme "não parece quase nada com um filme de G.I. Joe ", e escreveu: "Snake Eyes, dirigido por Robert Schwentke tem estilo e verve, com uma trama familiar diabólica que cria uma cota razoável de drama real. O filme também é uma miscelânea sintética, mas contagiantemente habilidosa de grandes estúdios de filmes de ninja, filmes wuxia, filmes yakuza e filmes internacionais de vingança.". Escrevendo para /Film, Hoai-Tran Bui disse que "[as] cenas de luta são quase exclusivamente em close-up e câmera tremida, e quando não são, são editados tanto que Snake Eyes poderia muito bem ter rasgado os quadros com sua espada.". Bilge Ebiri, do Vulture, deu ao filme uma crítica negativa, criticando as sequências de ação, história e diálogo, mas elogiou o filme por seus valores visuais e de produção, escrevendo "A ação em Snake Eyes é instantaneamente esquecível, mesmo que os locais e figurinos às vezes sejam divertidos. pode ocasionalmente sentir que o diretor Robert Schwentke está tentando afirmar alguma imaginação visual. Há uma briga de rua encharcada de chuva e neon, com tomadas longas e movimentos de câmera que me deram alguns motivos iniciais de esperança, e o design de produção de Alec Hammond, particularmente no complexo do Clã Arashikage, ocasionalmente encanta.".
Glen Kenny, do The New York Times, deu ao filme uma crítica negativa e criticou a história. Ele escreveu: "A trama é real; no entanto, [ela] tem apenas coincidência coincidente com um filme de arte. Mas tais são os comprimentos deste pretenso sucesso de bilheteria dirigido por Robert Schwentke, que com certeza inspira uma coleta de lã. .. Para um herói de ação ostensivo, Henry Golding no papel-título faz um monte de ficar parado e parecendo tenso. O caos é frenético, mas esquecível, e a bobagem possivelmente inadvertida se estende de diálogos como 'Por 600 anos, nossos ninjas trouxe paz e estabilidade para o Japão' para uma vilã do elenco central que parece ter um trabalho paralelo como dominadora". Johnny Oleksinki, do New York Post, avaliou o filme com 2 de 4 estrelas e escreveu: "Tudo isso está construindo para que Snake Eyes se torne um Joe, mas a conexão do filme de artes marciais com a história principal parece frágil, como se Crouching Tiger, Hidden Dragon terminasse com Michelle Yeoh se tornando uma Vingadora. As lutas, por conta própria, ocasionalmente são boas, mas não o suficiente para acabar com esse trabalho sem piadas e sem diversão.". Soren Andersen, do The Seattle Times, avaliou o filme com 1,5 de 4 estrelas e escreveu "As cenas de luta, cheias de esgrima e tiros, são editadas de forma irregular e de alguma forma indiferentes. É como se Schwentke estivesse operando a partir de uma lista de clichês esperados de filmes de ação e se apressasse em todos eles.". Ele também criticou a atuação de Henry Golding, escrevendo "Esse cara [Snake Eyes] deveria ser um super ninja. Ágil e ágil. Resistente e tonificado. Um enigma. Um solitário. Golding não é nada disso. Podres de Ricos revelou seu forte como sendo um galã sexy. Fácil para os olhos. Envolvente sem esforço. Não o conjunto de habilidades para o Sr. Snake Eyes "e disse que faltava "presença"".

## Futuro
Em maio de 2020, foi relatado que uma sequência do filme estava em desenvolvimento, com um roteiro co-escrito por Joe Shrapnel e Anna Waterhouse, e Golding reprisando seu papel como Snake Eyes. Lorenzo di Bonaventura retornará como produtor, enquanto o projeto seria uma produção em joint-venture entre a Paramount Pictures, Entertainment One, Metro-Goldwyn-Mayer e Di Bonaventura Pictures.